# Округ Михаловце
Округ Михаловце (слч. Okres Michalovce) округ је у Кошичком крају, у Словачкој Републици. Административно средиште округа је град Михаловце.

## Географија
Налази се у источном дијелу Кошичког краја.
Граничи:
- на сјеверу је Прешовски крај,
- источно Округ Собранце и Украјина,
- западно и јужно Округ Требишов.

Клима је умјерено континентална.

## Становништво
| Година:    | 1994.   | 2004.   | 2014.   | 2024.   |
| ---------- | ------- | ------- | ------- | ------- |
| Број људи: | 107 477 | 109 322 | 110 714 | 107 936 |
| Разлика:   |         | +1,71 % | +1,27 % | -2,50 % |

| Година:    | 2023.   | 2024.   |
| ---------- | ------- | ------- |
| Број људи: | 108 132 | 107 936 |
| Разлика:   |         | -0,18 % |

Према подацима о броју становника из 2011. године округ је имао 110.897 становника. Словаци чине 75,16% становништва.
| Етнички састав (2011)‍ | Етнички састав (2011)‍ | Етнички састав (2011)‍ | Етнички састав (2011)‍ | Етнички састав (2011)‍ |
| --------------------- | --------------------- | --------------------- | --------------------- | --------------------- |
|                       |                       |                       |                       |                       |
| Словаци               | Словаци               |                       | 0                     | 75,16%                |
| Мађари                | Мађари                |                       | 0                     | 10,94%                |
| Роми                  | Роми                  |                       | 0                     | 3,57%                 |
| остали, непознато     | остали, непознато     |                       | 0                     | 10,33%                |

## Насеља
У округу се налази три града и 75 насељених мјеста. Градови су Вељке Капушани, Михаловце и Страшке.